# Photonectes caerulescens
Photonectes caerulescens es una especie de pez de la familia Stomiidae en el orden de los Stomiiformes.

## Morfología
Los machos pueden llegar alcanzar los 15 cm de longitud total.

## Hábitat
Es un pez de mar y de aguas profundas que vive entre 100-2.000 m de profundidad.

## Distribución geográfica
Se encuentra en el  Atlántico oriental (6 ° N 25 ° W), el Mar Caribe, el Índico y el Pacífico.